# Drużynowe mistrzostwa świata seniorów w brydżu sportowym – d’Orsi Senior Trophy
D’Orsi Seniors Bowl – drużynowe mistrzostwa świata seniorów w brydżu sportowym. Seniors Bowl został dodany przez Światową Organizację Brydża jako oficjalne mistrzostwa świata seniorów w roku 2001.
W obecnym formacie (2011) Seniors Cup w mistrzostwach świata spotyka się 22 najlepszych drużyn z całego świata, w których każdy z zawodników musi mieć 60 lat. W pierwszej fazie odbywają się mecze każdy z każdym, a do drugiej fazy, ćwierćfinałów, przechodzi osiem drużyn i rozpoczynają się rozgrywki metodą pucharową (przegrywający odpada).

## Zwycięzcy i miejsca drużyny polskiej
| Rok                                                              | Drużyny | Miejsce | Skład drużyny |
| ---------------------------------------------------------------- | ------- | ------- | --- |
| 41. (7.), 16-29 września 2013, Nosa Dua, Indonezja               |         |         | |
| 2013                                                             | 22      | 1.      | Niemcy Germany: · Michael Elinescu, Ulrich Kratz, Reiner Marsal, Bernhard Strater, Ulrich Wenning, Entscho Wladow                          |
|                                                                  |         | 2.      | Stany Zjednoczone USA-2 · Roger Bates, Garey Hayden, Marc Jacobus, Carolyn Lynch, Mike Passell, Eddie Wold                                 |
|                                                                  |         | 3.      | Polska Poland: · Julian Klukowski, Apolinary Kowalski, Krzysztof Lasocki, Wiktor Markowicz, Jacek Romański, Jerzy Russyan                  |
| 40. (6.), 15-29 października 2011, Veldhoven, Holandia           |         |         | |
| 2011                                                             | 22      | 1.      | Francja France · Patrick Grenthe, Guy Lasserre, Francois Leenhardt, Patrice Piganeau, Philippe Poizat, Philippe Vanhoutte                  |
|                                                                  |         | 2.      | Stany Zjednoczone USA 2 · Peter Boyd, Neil Chambers, Gaylor Kasle, Larry Kozlove, Steve Robinson, John Schermer                            |
|                                                                  |         | 3.      | Polska Poland · Julian Klukowski, Apolinary Kowalski, Krzysztof Lasocki, Wiktor Markowicz, Jacek Romański, Jerzy Russyan                   |
| 39. (5.), 29 sierpnia - 12 września 2009, São Paulo, Brazylia    |         |         | |
| 2009                                                             | 22      | 1.      | Anglia England · Paul Hackett, Gunnar Hallberg, Ross Harper, John Holland, David Price, Colin Simpson                                      |
|                                                                  |         | 2.      | Polska Poland · Julian Klukowski, Apolinary Kowalski, Krzysztof Lasocki, Wiktor Markowicz, Jacek Romański, Jerzy Russyan                   |
|                                                                  |         | 3.      | Indonezja Indonesia · Arianto Karna Djajanegara, Michael Bambang Hartono, Henky Lasut, Eddy Manoppo, Denny Jacob Sacul, Munawar Sawiruddin |
| 38. (4.), 29 września - 13 października 2007, Szanghaj, Chiny    |         |         | |
| 2007                                                             | 22      | 1.      | Stany Zjednoczone USA 2 · Roger Bates, Grant Baze, Bart Bramley, Rose Meltzer, Alan Sontag, Lew Stansby                                    |
|                                                                  |         | 2.      | Indonezja Indonesia · Henky Lasut, Anindara A. Lubis, Eddy Manoppo, Denny Jacob Sacul, Munawar Sawiruddin, Ferdinand Robert Waluyan        |
|                                                                  |         | 3.      | Stany Zjednoczone USA 1 · Dan Gerstman, Gaylor Kasle, Dan Morse, Ron Smith, John Sutherlin, Bobby Wolff                                    |
| 37. (3), 22 października - 5 listopada 2005, Estoril, Portugalia |         |         | |
| 2005                                                             | 22      | 1.      | Stany Zjednoczone USA 1 · Roger Bates, Garey Hayden, Rose Meltzer, Alan Sontag, Lew Stansby, Peter Weichsel                                |
|                                                                  |         | 2.      | Indonezja Indonesia · Arwin Budirahardja, Henky Lasut, Eddy Manoppo, Denny Jacob Sacul, Munawar Sawiruddin, Amiruddin Yusuf                |
|                                                                  |         | 3.      | Dania Denmark · Jens Auken, Flemming Dahl, Peter Lund, Kirsten Steen Moller, Steen Moller, Georg Norris                                    |
|                                                                  |         | 5.-8.   | Polska Poland · Aleksander Jezioro, Julian Klukowski, Krzysztof Lasocki, Kazimierz Omernik, Józef Pochroń, Jerzy Russyan                   |
| 36. (2.), 2-15 listopada 2003, Monte Carlo, Monako               |         |         | |
| 2003                                                             | 18      | 1.      | Stany Zjednoczone USA 1 · Roger Bates, Grant Baze, Garey Hayden, Gaylor Kasle, Steve Robinson, Kit Woolsey                                 |
|                                                                  |         | 2.      | Francja France · Roger Bates, Grant Baze, Garey Hayden, Gaylor Kasle, Steve Robinson, Kit Woolsey                                          |
|                                                                  |         | 3.      | Stany Zjednoczone USA 2 · Dennis Dawson, Arnold Fisher, Zeke Jabbour, Clement Jackson, John Mohan, John Sutherlin                          |
| 35. (1.), 21 października - 3 listopada 2001, Paryż, Francja     |         |         | |
| 2001                                                             | 8       | 1.      | Stany Zjednoczone USA 2 · Grant Baze, Gene Freed, Garey Hayden, Joseph Kivel, Chris Larsen, John Onstott                                   |
|                                                                  |         | 2.      | Polska Poland · Wit Klapper, Jerzy Russyan, Włodzimierz Stobiecki, Stefan Szenberg, Włodzimierz Wala, Andrzej Wilkosz                      |
|                                                                  |         | 3.      | Francja FRA · Pierre Adad, Maurice Aujaleu, Claude Delmouly, Francois Leenhardt, Christian Mari, Michael Schneider                         |